# Jára Cimrman
Jára Cimrman ['jaːra 'ʦɪmrman] est un personnage de fiction inventé par Zdeněk Svěrák et Ladislav Smoljak pour la Télévision Tchécoslovaque le 23 décembre 1967. Il serait le plus grand inventeur, explorateur, voyageur, philosophe, professeur, dramaturge, poète, musicien, architecte, criminologue, sportif, gynécologue-amateur et artiste tchèque de tous les temps.

## Biographie
Les dates précises de sa naissance et de sa mort sont incertaines, compte tenu de la "calligraphie déplorable de l’officier de l’état civil". Il est né à Vienne entre 1853 et 1859, de mère autrichienne (Marlen Jelinkova) et de père tchèque (Leopold Cimrman). Elle était actrice et lui tailleur. Lui-même se considère comme tchèque. Il est porté disparu depuis 1914, à Liptákov, dans les Sudètes (Bohême).
Il connaissait tous les grands de ce monde et côtoyait les plus grands génies européens. Il les a conseillés mais n'a jamais eu de succès seul. En effet, toutes les grandes inventions suivantes sont le fruit ou du génie ou d'une aide primordiale de Jára Cimrman, le Léonard de Vinci tchèque.
Ainsi, parmi ses succès et réalisations, on compte notamment:
- Le projet du canal de Panama ;
- l'introduction des techniques d'accouchement moderne dans les Alpes ;
- la réforme du système scolaire de Galicie ;
- le bikini ;
- le premier aérostat (aux côtés du comte allemand Ferdinand von Zeppelin l) ;
- le transport de 45 hottes d’uranium dans la cave des époux Curie ;
- les plans de la Tour Eiffel : il aurait par exemple conseillé à Gustave Eiffel de dessiner des pieds plus souples à sa future tour ;
- la réécriture d'une nouvelle de Tchekhov ;
- l'ouverture d'un théâtre de marionnettes au Paraguay ;
- une école de criminologie, de ballet et de danse à Vienne ;
- la quasi-exploration du pôle Nord : alors qu'il était sur le point de devenir le premier explorateur à y parvenir, une tribu d'indiens affamés le fit rebrousser chemin à seulement sept mètres du but ;
- le yaourt ;
- le CD (Cimrmanov Disk) ;
- l'ampoule électrique.

## Genèse du personnage
Un premier Jára Cimrmann apparut sur les ondes de la Radio Télévision tchécoslovaque le 16 septembre 1966 au cours de l'émission "Le Bar à vins non alcoolisés « U Pavouka »" (« Chez l’Araignée »), créée par Jiří Šebánek et Zdeněk Svěrák. Cimrman est alors un "sculpteur naïf et un chauffeur de rouleau compresseur", contemporain de l'émission, et qui déforme nombre d' objets en leur roulant dessus.
La renaissance de Jára Cimrman intervient donc le 23 décembre 1967 lors de la pièce de théâtre radiodiffusée intitulée « Akt » (« Acte »), jouée dans un célèbre lieu culturel pragois, la « Malostranská Beseda ».

## Le plus grand d'un petit peuple
Jára Cimrman est un phénomène en République tchèque, une figure représentative et fort appréciée des Tchèques eux-mêmes (tout comme Le Brave Soldat Chvéïk). Jára Cimrman est toujours un peu en retard, découvre ce qui a déjà été découvert. C'est un outsider, un raté, et en cela il nous est proche, sympathique.
Pour certains, il représente également le complexe tchèque, le désir de cette petite nation de figurer parmi les grandes : « nous aimerions être plus grands que nous le sommes ». À ce sujet, Tomáš Garrigue Masaryk, premier Président de la République tchécoslovaque « se demande ce qu'un petit peuple peut apporter aux autres ». Le philosophe Jan Patočka (1907-1977) défend quant à lui l'idée que la grandeur d'un peuple n'est pas liée à sa taille mais à ce qu'il peut « prendre en charge dans le souci du monde ».
Les pièces de théâtre au cours desquelles était narrée la vie de Jára Cimrman eurent beaucoup de succès, notamment « grâce à l’évocation constante du milieu socio-culturel, de la contrée et des habitudes tchèques ». En effet, bien que né à Vienne à l'époque où la Bohême était partie intégrante de l'empire d'Autriche, Cimrman s'est toujours senti tchèque avant tout. Ce sentiment reflète les aspirations de nombre de Tchèques, dont la nation fut historiquement écrasée sous les influences germaniques, du Saint-Empire et de l'Autriche.
Finalement, il illustre à merveille l'humour et l'autodérision tchèque et fut même pré-désigné en 2005 « Plus grand Tchèque de tous les temps », devant Vaclav Havel, Charles IV du Saint-Empire, Comenius, Ivan Lendl, Tomáš Garrigue Masaryk, etc. Mais il ne fut pas retenu dans la liste finale à cause de son caractère fictif. Une pétition de 40 000 signataires fut alors envoyée à la télévision tchèque pour dénoncer cette décision. Vaclav Havel aurait d'ailleurs dit à cette occasion: « Cimrman nous survivra tous ».

## Critique politique
Aux côtés des pièces de théâtre, les créateurs de Jára Cimrman présentaient à la radio les opinions du personnage sur un certain nombre de sujets tels que l'histoire, la sociologie, la médecine, la science en général, etc. Il s'agit alors d'une satire du régime communiste, à une époque où les exploits sont glorifiés et les découvertes du monde moderne soi-disant œuvre des scientifiques soviétiques. Toute cette propagande est ridiculisée par les pseudo-performances de Cimrman.

## Hommages
En 1996, l'astéroïde no 7796 est nommé en son honneur par l'astronome tchèque Zdeněk Moravec ce qui illustre là encore ce sens de l'humour typiquement tchèque (la même année, il nomma deux autres astéroïdes Astérix et Obélix).
Un des plus populaires théâtres de Prague porte également son nom : Divadlo Járy Cimrmana.
Un musée lui est consacré au pied de la tour de Petřín.